# Шитао
Шитао (на китайски: 石濤, Pinyin Shí Tāo, W.-G. Shih-t’ao), рождено име Zhū Rùojí 朱若极, монашеско име Dàojì 道濟 – Tao Chi; е китайски художник от династията Цин (17 – 20 век). Роден е през 1641 г. в Qingjiang (провинция Guangxi); починал е през 1707 г. в Янгджоу. Калиграф, майстор на градини, теоритик на живописта. Псевдонимът му означава „Вкаменена вълна“.

## Биография
Шитао произхожда от знатна фамилия, принадлежаща към императорското семейство, което загива през 1644 г. в клането, извършено от манджурската династия Цин. Тригодишното дете оцелява случайно и слуга за прикритие му дава името Yuanji Shitao. През 1651 г. Шитао постъпва в будистки манастир, където получава монашеското име Dàojì. През 1660 г. напуска манастира и започва да пътешества. Първоначално отива в провинция Анхуей, след това в Нанкин и по-късно в Янджоу а през 1690 г. в Пекин. В Пекин той се надява да намери покровител, който да му помогне да се издигне в манастирската йерархия. Не намира такъв и разочарован от будизма се обръща през 1693 г. към даоизма. Връща се Янгджоу, където умира през 1707 г.

## Творчество
Шитао е един от най-известните художници, представинтел на индивидуализма от ранната династия Цин. Първоначално той е повлиян силно от предшествениците си Ni Zan и Li Yongq но той скъсва с традиционните стилове и техники на рисуване. Неговото изкуство е революционно, защото като нарушава строго дефинираните техники и стилове, той създава нов вид естетика.
Шитао се занимава основно с ландшафтна живопис и за тази цел посещава различни области на Китай. В някои случаи той посочва на листовете, събрани обикновено в албуми, конкретни данни за мястото на рисунката или ги предружава с обобщаващи коментари или стихове. За разлика от други майстори, Шитао иска да хване „скритите сили на небето и земята“ и да направи видими неизменимите принципи, които определят създаването на природата подобно на неговите картини. Той казва, че един щрих на четката е началото на цялото битие, коренът на безброй явления. 

## Галерия
- Десет хиляди безобразни петна
- Берег с цветущими персиками
- Воспоманание о реке Цзинхуай
- Над лотосовым прудом
- Водопад при планината Лю
- Горы Цзинтинь осенью, колекция музей Гиме